# 부안 진서리 요지
부안 진서리 요지(扶安 鎭西里 窯址)는 대한민국 전북특별자치도 부안군 진서면에 있는 고려시대의 청자가마터이다. 1963년 1월 21일 대한민국의 사적 제70호로 지정되었다.

## 개요
유천리가마터(사적 제69호)와 함께 11세기부터 13세기에 걸친 고려 중기 대표적 청자가마터로, 유천리 가마터에서 멀지 않은 해변에 위치한다. 특히 철회청자 조각이 많이 발견되는 곳인데 현재는 논밭으로 변하거나 바로 해안가에 있는 것이 많아서 파괴가 심하다.
진서리는 연동과 신작리·구작리의 촌락을 모두 일컫는 것으로, 모두 40여 곳의 가마터가 남아있다. 가마는 발견 당시 해안으로 뻗어나간 언덕의 남쪽 경사면에 만들어져 있었기 때문에 아래쪽은 이미 바닷물에 의해 무너진 상태였다.
가마는 경사면에 긴 구덩이를 파고 양쪽 윗부분으로부터 둥글게 쌓아올렸으며 위로는 2개의 연기 구멍이 있다. 몇 개의 칸을 가진 칸막이 가마로서, 칸막이의 밑부분에는 2개씩의 창살이 있다. 가마에서는 주로 13세기경에 속하는 많은 양의 초벌구이 조각과 적은 양의 청자조각들이 발견되었다.
발견되는 도자기의 형태는 대접·접시·밥그릇(발) 종류가 가장 많으며, 매병·병·장구·합(뚜껑있는 작은 그릇)·완·주전자 등이 있다. 음각·양각·상감·철화 등의 다양한 수법이 사용되었고, 문양장식은 국화무늬·연꽃무늬·모란무늬·덩굴무늬·구름과 학무늬·버들무늬가 이용되었다.

## 같이 보기
- 부안 유천리 요지 (사적 제69호)

## 참고 자료
- 부안 진서리 요지 - 국가유산청 국가유산포털